# Pietrosul Mare
Pietrosul Mare categoria a I-a IUCN (rezervație naturală strictă de tip mixt), s-a constituit ca arie protejată prin Legea 5/2000 privind aprobarea Planului de Amenajarea Teritoriului Național - secțiunea III - a zone protejate, prevăzută la poziția 2563.

## Limitele ariei Pietrosu Rodnei
Rezervația Biosferei Pietrosu Rodnei este situată în apropierea localităților Borșa și Moisei având  suprafața de 3300 ha și cuprinde partea nordică a munților Rodnei. Cele 3300 ha ale rezervației ocupă golul alpin și pădurile de conifere sau amestec din Masivul Pietrosu Rodnei în care se remarcă vârful Pietrosu Mare cu o înălțime de 2303 metri. Limitele ariei Pietrosu Rodnei sunt formate în Nord din formațiunile Culmea Hotarului și Piatra Albă în Est și Nord-Est de Valea Repdea. În Sud delimitarea este făcută de Muntele Gropi și formațiunea Jneapănu Bătrânii-Râpi iar în Vest de Valea Izvoru Dragoș.

## Administrare
Responsabilitatea administrării revine Administrației Parcului Național Munții Rodnei, aflată în structura Regiei Naționale a Pădurilor - ROMSILVA, în baza prevederilor Ordonanței de urgență a Guvernului nr. 236/2000 privind regimul ariilor naturale protejate, conservarea habitatelor naturale, a florei și faunei sălbatice.
Scopul administrării rezervației este cel de conservare a habitatelor naturale, a florei și faunei sălbatice, diversității biologice și se mai urmărește dezvoltarea durabilă a zonei.

## Descriere
Rezervația naturală ˝Pietrosu Mare˝ cuprinde cel mai impresionant relief  glaciar din Munții Rodnei: circurile glaciare Buhăescu (cel mai mare din Munții Rodnei), Zănoaga Iezerului, Zănoaga Mare, Zănoaga Mică, Rebra, Gropi, având în porțiunea bazală morene și căderi de apă pe pragurile de stâncă lustruite de ghețari.
Cea mai mare parte a rezervației este ocupată de roci cristaline metamorfice din Pânza de Rodna (Precambrian superior). Formațiunea de Voșlobeni este constituită din micașisturi cu nivele de paragnaise, cuarțite și amfibolite, cu nivele de dolomite și calcare cristaline (Turnu Roșu, Piatra Albă).
Tipul și subtipul de sol predominant este brun feriiluvial tipic, întâlnindu-se și solurile brun eumezobazic și brun acid.
Printre culmile notabile cuprinse în perimetrul rezervației se numară vârfurile Buhăescu Mare (2221 m), Buhăescu Mic (2199 m), Gropi (2063 m), Piatra Albă (2061 m), Hotarului (1905 m), Bătrâna (1770 m). Lacul glaciar Iezer din perimetrul rezervației este situat în circul glaciar cu același nume și se află la o altitudine de 1825 metri.

## Lacuri glaciare

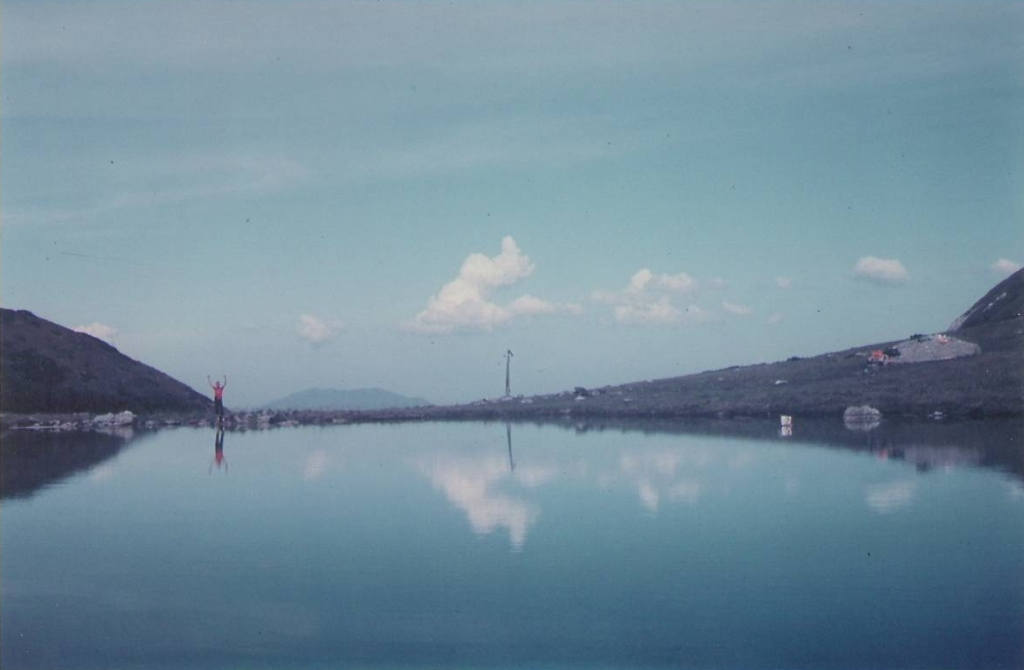
Iezerul Pietrosului

În rezervație sunt prezente mai multe lacuri glaciare:
- Iezerul Pietrosului, cu o suprafață de 3450 mp, cu adâncimea maximă de 2,10 m și lungimea de 84m;
- Buhăescu I, având suprafața de 700 mp, adâncime maximă de 1, 80 m și lungimea de 84 m;
- Buhăesu II, cu suprafața de 1700 mp, adâncime maximă de  5, 20 m și lungimea de 55 m;
- Buhăescu III, cu suprafața de 700 mp, adâncime maximă de  0,35 m și  lungimea de 45 m;
- Buhăescu IV, cu suprafața de 1100 mp, adâncime maximă de 0,30 m și lungimea de 68 m;